# Tour Down Under 2013
El Tour Down Under 2013 és la quinzena edició del Tour Down Under. La cursa es disputà entre el 22 i el 27 de gener de 2013, amb un recorregut de 758,5 km dividits en sis etapes. Aquesta era la prova inaugural de l'UCI World Tour 2013.
La cursa fou guanyada pel neerlandès Tom-Jelte Slagter (Blanco Team), després d'haver agafat el lideratge en la penúltima de les etapes de la cusa i conservar el lideratge fins al final, l'endemà, a Adelaida. Slagter també guanyà la tercera etapa de la cursa, aconseguint d'aquesta manera les seves primeres victòries com a professional. Slagter s'imposà al seu immediat perseguidor, l'espanyol Javier Moreno (Movistar Team) per 17 segons, mentre el gal·lès Geraint Thomas (Team Sky) completà el podi, 8 segons rere Moreno i 25 segons rere Slagter. Com Slagter, Thomas guanyà una de les etapes i liderà la cursa durant tres dies.
En les altres classificacions Slagter guanyà la classificació dels joves, destinada a ciclistes menors de 26 anys, mentre Thomas guanyava la dels esprints, traient-li la victòria a Slagter en la darrera etapa. Moreno guanyà la classificació de la muntanya, mentre el RadioShack-Leopard aconseguí la classificació per equips. Greipel guanyà tres etapes durant la cursa, superant el rècord de victòries d'etapa, en possessió de Robbie McEwen, alhora que aconseguia la seva victòria número 100 amb la victòria en la darrera etapa.

## Equips participants
En tant que el Tour Down Under és una cursa UCI World Tour, els 18 equips UCI ProTeams són automàticament convidats i obligats a prendre-hi part, més un combinat australià format per equips dels Circuits Continentals UCI sota el nom d'Uni SA-Australia.
| Núm.  | Codi | Equip                 |
| ----- | ---- | --------------------- |
| 1-7   | GEC  | Orica-GreenEDGE       |
| 11-17 | BMC  | BMC Racing Team       |
| 21-27 | LTB  | Lotto-Belisol         |
| 31-37 | SKY  | Team Sky              |
| 41-47 | RLT  | RadioShack-Leopard    |
| 51-57 | GRM  | Garmin-Sharp          |
| 61-67 | SAX  | Team Saxo-Tinkoff     |
| 71-77 | BLA  | Blanco Team           |
| 81-87 | AST  | Astana Qazaqstan Team |
| 91-97 | MOV  | Movistar Team         |

| Núm.    | Codi | Equip                   |
| ------- | ---- | ----------------------- |
| 101-107 | VCD  | Vacansoleil-DCM         |
| 111-117 | ALM  | AG2R La Mondiale        |
| 121-127 | LAM  | Lampre-Merida           |
| 131-137 | FDJ  | FDJ                     |
| 141-147 | OPQ  | Omega Pharma-Quick Step |
| 151-157 | EUS  | Euskaltel–Euskadi       |
| 161-167 | ARG  | Argos-Shimano           |
| 171-177 | CAN  | Cannondale              |
| 181-187 | UNI  | Team UniSA-Australia    |

## Etapes
| Etapa    | Data        | Ciutats d'etapa                  | km    | Vencedor de l'etapa     | Líder de la general     |
| -------- | ----------- | -------------------------------- | ----- | ----------------------- | ----------------------- |
| 1a etapa | 22 de gener | Prospect – Lobethal              | 135,0 | André Greipel (GER)     | André Greipel (GER)     |
| 2a etapa | 23 de gener | Mount Barker – Rostrevor         | 116,5 | Geraint Thomas (GBR)    | Geraint Thomas (GBR)    |
| 3a etapa | 24 de gener | Unley – Stirling                 | 139,0 | Tom-Jelte Slagter (NED) | Geraint Thomas (GBR)    |
| 4a etapa | 25 de gener | Modbury – Tanunda                | 126,5 | André Greipel (GER)     | Geraint Thomas (GBR)    |
| 5a etapa | 26 de gener | McLaren Vale – Old Willunga Hill | 151,5 | Simon Gerrans (AUS)     | Tom-Jelte Slagter (NED) |
| 6a etapa | 27 de gener | Adelaida – Adelaida              | 90,0  | André Greipel (GER)     | Tom-Jelte Slagter (NED) |

### 1a etapa
22 de gener de 2013 — Prospect - Lobethal, 135,0 km
|    | Ciclista                   | Equip                 | Temps      |
| -- | -------------------------- | --------------------- | ---------- |
| 1  | André Greipel (GER)        | Lotto-Belisol         | 3h 35' 24" |
| 2  | Arnaud Démare (FRA)        | FDJ                   | m. t.      |
| 3  | Mark Renshaw (AUS)         | Blanco Team           | m. t.      |
| 4  | Simone Ponzi (ITA)         | Astana Qazaqstan Team | m. t.      |
| 5  | Steele Von Hoff (AUS)      | Garmin-Sharp          | m. t.      |
| 6  | Roberto Ferrari (ITA)      | Lampre-Merida         | m. t.      |
| 7  | Daniele Pietropolli (ITA)  | Lampre-Merida         | m. t.      |
| 8  | Edvald Boasson Hagen (NOR) | Team Sky              | m. t.      |
| 9  | José Joaquín Rojas (ESP)   | Movistar Team         | m. t.      |
| 10 | Zak Dempster (AUS)         | UniSA-Australia       | m. t.      |

|    | Ciclista                 | Equip                   | Temps      |
| -- | ------------------------ | ----------------------- | ---------- |
| 1  | André Greipel (GER)      | Lotto-Belisol           | 3h 35' 14" |
| 2  | Arnaud Démare (FRA)      | FDJ                     | + 4"       |
| 3  | Mark Renshaw (AUS)       | Blanco Team             | + 6"       |
| 4  | Simon Gerrans (AUS)      | Orica-GreenEDGE         | + 7"       |
| 5  | Philippe Gilbert (BEL)   | BMC Racing Team         | + 7"       |
| 6  | Jérôme Pineau (FRA)      | Omega Pharma-Quick Step | + 8"       |
| 7  | Thomas De Gendt (BEL)    | Vacansoleil-DCM         | + 8"       |
| 8  | Simone Ponzi (ITA)       | Astana Qazaqstan Team   | + 9"       |
| 9  | José Joaquín Rojas (ESP) | Movistar Team           | + 9"       |
| 10 | Steele von Hoff (AUS)    | Garmin-Barracuda        | + 10"      |

### 2a etapa
23 de gener de 2013 — Mount Barker - Rostrevor, 116,5 km
|    | Ciclista                  | Equip              | Temps      |
| -- | ------------------------- | ------------------ | ---------- |
| 1  | Geraint Thomas (GBR)      | Team Sky           | 2h 44' 18" |
| 2  | Javier Moreno (ESP)       | Movistar Team      | + 1"       |
| 3  | Ben Hermans (BEL)         | RadioShack-Leopard | + 1"       |
| 4  | Tom-Jelte Slagter (NED)   | Blanco Team        | + 4"       |
| 5  | Tim Wellens (BEL)         | Lotto-Belisol      | + 4"       |
| 6  | Daniele Pietropolli (ITA) | Lampre-Merida      | + 4"       |
| 7  | Jack Bauer (NZL)          | Garmin-Sharp       | + 4"       |
| 8  | Wilco Kelderman (NED)     | Blanco Team        | + 4"       |
| 9  | Ion Izagirre (ESP)        | Euskaltel–Euskadi  | + 4"       |
| 10 | George Bennett (NZL)      | RadioShack-Leopard | + 4"       |

|    | Ciclista                  | Equip              | Temps      |
| -- | ------------------------- | ------------------ | ---------- |
| 1  | Geraint Thomas (GBR)      | Team Sky           | 6h 19' 32" |
| 2  | Javier Moreno (ESP)       | Movistar Team      | + 5"       |
| 3  | Ben Hermans (BEL)         | RadioShack-Leopard | + 7"       |
| 4  | Daniele Pietropolli (ITA) | Lampre-Merida      | + 14"      |
| 5  | Tom-Jelte Slagter (NED)   | Blanco Team        | + 14"      |
| 6  | Ion Izagirre (ESP)        | Euskaltel–Euskadi  | + 14"      |
| 7  | Gorka Izagirre (ESP)      | Euskaltel–Euskadi  | + 14"      |
| 8  | Tim Wellens (BEL)         | Lotto-Belisol      | + 14"      |
| 9  | Jack Bauer (NZL)          | Garmin-Sharp       | + 14"      |
| 10 | Tiago Machado (POR)       | RadioShack-Leopard | + 14"      |

### 3a etapa
24 de gener de 2013 — Unley - Stirling, 139,0 km
|    | Ciclista                  | Equip                 | Temps      |
| -- | ------------------------- | --------------------- | ---------- |
| 1  | Tom-Jelte Slagter (NED)   | Blanco Team           | 3h 36' 46" |
| 2  | Matthew Goss (AUS)        | Orica-GreenEDGE       | m. t.      |
| 3  | Philippe Gilbert (BEL)    | BMC Racing Team       | sm. t.     |
| 4  | Geraint Thomas (GBR)      | Team Sky              | m. t.      |
| 5  | Giovanni Visconti (ITA)   | Movistar Team         | m. t.      |
| 6  | Javier Moreno (ESP)       | Movistar Team         | m. t.      |
| 7  | Simone Ponzi (ITA)        | Astana Qazaqstan Team | m. t.      |
| 8  | Daniele Pietropolli (ITA) | Lampre-Merida         | m. t.      |
| 9  | Ivan Santaromita (ITA)    | BMC Racing Team       | m. t.      |
| 10 | Gorka Izagirre (ESP)      | Euskaltel–Euskadi     | m. t.      |

|    | Ciclista                  | Equip              | Temps      |
| -- | ------------------------- | ------------------ | ---------- |
| 1  | Geraint Thomas (GBR)      | Team Sky           | 9h 56' 17" |
| 2  | Tom-Jelte Slagter (NED)   | Blanco Team        | + 5"       |
| 3  | Javier Moreno (ESP)       | Movistar Team      | + 6"       |
| 4  | Ben Hermans (BEL)         | RadioShack-Leopard | + 8"       |
| 5  | Daniele Pietropolli (ITA) | Lampre-Merida      | + 15"      |
| 6  | Ion Izagirre (ESP)        | Euskaltel–Euskadi  | + 15"      |
| 7  | Gorka Izagirre (ESP)      | Euskaltel–Euskadi  | + 15"      |
| 8  | George Bennett (NZL)      | RadioShack-Leopard | + 15"      |
| 9  | Jack Bauer (NZL)          | Garmin-Sharp       | + 15"      |
| 10 | Wilco Kelderman (NED)     | Blanco Team        | + 15"      |

### 4a etapa
25 de gener de 2013 — Modbury - Tanunda, 126,5 km
|    | Ciclista                | Equip                   | Temps      |
| -- | ----------------------- | ----------------------- | ---------- |
| 1  | André Greipel (GER)     | Lotto-Belisol           | 3h 02' 52" |
| 2  | Roberto Ferrari (ITA)   | Lampre-Merida           | m. t.      |
| 3  | Jonathan Cantwell (AUS) | Team Saxo-Tinkoff       | m. t.      |
| 4  | Andrew Fenn (GBR)       | Omega Pharma-Quick Step | m. t.      |
| 5  | Barry Markus (NED)      | Vacansoleil-DCM         | m. t.      |
| 6  | Marcel Kittel (GER)     | Argos-Shimano           | m. t.      |
| 7  | Mark Renshaw (AUS)      | Blanco Team             | m. t.      |
| 8  | Kenny van Hummel (NED)  | Vacansoleil-DCM         | m. t.      |
| 9  | Arnaud Démare (FRA)     | FDJ                     | m. t.      |
| 10 | Klaas Lodewyck (BEL)    | BMC Racing Team         | m. t.      |

|    | Ciclista                | Equip              | Temps       |
| -- | ----------------------- | ------------------ | ----------- |
| 1  | Geraint Thomas (GBR)    | Team Sky           | 12h 59' 09" |
| 2  | Tom-Jelte Slagter (NED) | Blanco Team        | + 5"        |
| 3  | Javier Moreno (ESP)     | Movistar Team      | + 6"        |
| 4  | Ben Hermans (BEL)       | RadioShack-Leopard | + 8"        |
| 5  | Gorka Izagirre (ESP)    | Euskaltel–Euskadi  | + 15"       |
| 6  | Ion Izagirre (ESP)      | Euskaltel–Euskadi  | + 15"       |
| 7  | Jack Bauer (NZL)        | Garmin-Sharp       | + 15"       |
| 8  | Tiago Machado (POR)     | RadioShack-Leopard | + 15"       |
| 9  | Adam Hansen (AUS)       | Lotto-Belisol      | + 15"       |
| 10 | George Bennett (NZL)    | RadioShack-Leopard | + 15"       |

### 5a etapa
26 de gener de 2013 — McLaren Vale - Old Willunga Hill, 151,5 km
|    | Ciclista                  | Equip              | Temps      |
| -- | ------------------------- | ------------------ | ---------- |
| 1  | Simon Gerrans (AUS)       | Orica-GreenEDGE    | 3h 36' 25" |
| 2  | Tom-Jelte Slagter (NED)   | Blanco Team        | m. t.      |
| 3  | Javier Moreno (ESP)       | Movistar Team      | + 10"      |
| 4  | Ion Izagirre (ESP)        | Euskaltel–Euskadi  | + 12"      |
| 5  | Tiago Machado (POR)       | RadioShack-Leopard | + 13"      |
| 6  | Wilco Kelderman (NED)     | Blanco Team        | + 16"      |
| 7  | Gorka Izagirre (ESP)      | Euskaltel–Euskadi  | + 16"      |
| 8  | Rafael Valls (ESP)        | Vacansoleil-DCM    | + 16"      |
| 9  | Daniele Pietropolli (ITA) | Lampre-Merida      | + 16"      |
| 10 | Ben Hermans (BEL)         | RadioShack-Leopard | + 16"      |

|    | Ciclista                  | Equip              | Temps       |
| -- | ------------------------- | ------------------ | ----------- |
| 1  | Tom-Jelte Slagter (NED)   | Blanco Team        | 16h 35' 33" |
| 2  | Javier Moreno (ESP)       | Movistar Team      | + 13"       |
| 3  | Ben Hermans (BEL)         | RadioShack-Leopard | + 25"       |
| 4  | Ion Izagirre (ESP)        | Euskaltel–Euskadi  | + 28"       |
| 5  | Geraint Thomas (GBR)      | Team Sky           | + 29"       |
| 6  | Tiago Machado (POR)       | RadioShack-Leopard | + 29"       |
| 7  | Gorka Izagirre (ESP)      | Euskaltel–Euskadi  | + 32"       |
| 8  | Daniele Pietropolli (ITA) | Lampre-Merida      | + 32"       |
| 9  | Wilco Kelderman (NED)     | Blanco Team        | + 32"       |
| 10 | Jussi Veikkanen (FIN)     | FDJ                | + 37"       |

### 6a etapa
27 de gener de 2013 — Adelaida - Adelaida, 90,0
|    | Ciclista                   | Equip            | Temps      |
| -- | -------------------------- | ---------------- | ---------- |
| 1  | André Greipel (GER)        | Lotto-Belisol    | 1h 52' 59" |
| 2  | Mark Renshaw (AUS)         | Blanco Team      | m. t.      |
| 3  | Edvald Boasson Hagen (NOR) | Team Sky         | m. t.      |
| 4  | Matthew Goss (AUS)         | Orica-GreenEDGE  | m. t.      |
| 5  | Tyler Farrar (USA)         | Garmin-Sharp     | m. t.      |
| 6  | Geraint Thomas (GBR)       | Team Sky         | m. t.      |
| 7  | Klaas Lodewyck (BEL)       | BMC Racing Team  | m. t.      |
| 8  | Barry Markus (NED)         | Vacansoleil-DCM  | m. t.      |
| 9  | Iauhèn Hutaròvitx (BLR)    | AG2R La Mondiale | m. t.      |
| 10 | Kenny van Hummel (NED)     | Vacansoleil-DCM  | m. t.      |

|    | Ciclista                  | Equip              | Temps       |
| -- | ------------------------- | ------------------ | ----------- |
| 1  | Tom-Jelte Slagter (NED)   | Blanco Team        | 18h 28' 32" |
| 2  | Javier Moreno (ESP)       | Movistar Team      | + 17"       |
| 3  | Geraint Thomas (GBR)      | Team Sky           | + 25"       |
| 4  | Ion Izagirre (ESP)        | Euskaltel–Euskadi  | + 32"       |
| 5  | Ben Hermans (BEL)         | RadioShack-Leopard | + 34"       |
| 6  | Wilco Kelderman (NED)     | Blanco Team        | + 34"       |
| 7  | Gorka Izagirre (ESP)      | Euskaltel–Euskadi  | + 36"       |
| 8  | Daniele Pietropolli (ITA) | Lampre-Merida      | + 36"       |
| 9  | Tiago Machado (POR)       | RadioShack-Leopard | + 38"       |
| 10 | Jussi Veikkanen (FIN)     | FDJ                | + 41"       |

## Classificacions finals

### Classificació general
|    | Ciclista                  | Equip              | Temps       |
| -- | ------------------------- | ------------------ | ----------- |
| 1  | Tom-Jelte Slagter (NED)   | Blanco Team        | 18h 28' 32" |
| 2  | Javier Moreno (ESP)       | Movistar Team      | + 17"       |
| 3  | Geraint Thomas (GBR)      | Team Sky           | + 25"       |
| 4  | Ion Izagirre (ESP)        | Euskaltel–Euskadi  | + 32"       |
| 5  | Ben Hermans (BEL)         | RadioShack-Leopard | + 34"       |
| 6  | Wilco Kelderman (NED)     | Blanco Team        | + 34"       |
| 7  | Gorka Izagirre (ESP)      | Euskaltel–Euskadi  | + 36"       |
| 8  | Daniele Pietropolli (ITA) | Lampre-Merida      | + 36"       |
| 9  | Tiago Machado (POR)       | RadioShack-Leopard | + 38"       |
| 10 | Jussi Veikkanen (FIN)     | FDJ                | + 41"       |

### Classificacions secundàries
|   | Ciclista          | Equip         | Punts |
| - | ----------------- | ------------- | ----- |
| 1 | Geraint Thomas    | Team Sky      | 46    |
| 2 | André Greipel     | Lotto-Belisol | 45    |
| 3 | Tom-Jelte Slagter | Blanco Team   | 41    |

|   | Ciclista       | Equip         | Punts |
| - | -------------- | ------------- | ----- |
| 1 | Javier Moreno  | Movistar Team | 22    |
| 2 | Jack Bobridge  | Blanco Team   | 20    |
| 3 | Geraint Thomas | Team Sky      | 16    |

|   | Ciclista          | Equip             | Temps       |
| - | ----------------- | ----------------- | ----------- |
| 1 | Tom-Jelte Slagter | Blanco Team       | 18h 28' 32" |
| 2 | Ion Izagirre      | Euskaltel–Euskadi | + 32"       |
| 3 | Wilco Kelderman   | Rabobank ProTeam  | + 34"       |

|   | Equip              | Temps       |
| - | ------------------ | ----------- |
| 1 | RadioShack-Leopard | 55h 27' 54" |
| 2 | Movistar Team      | + 1' 09"    |
| 3 | Lotto-Belisol      | + 4' 00"    |

### UCI World Tour
El Tour Down Under atorga punts per l'UCI World Tour 2013 sols als ciclistes dels equips de categoria ProTeam.
| Posició               | 1r  | 2n | 3r | 4t | 5è | 6è | 7è | 8è | 9è | 10è |
| Classificació general | 100 | 80 | 70 | 60 | 50 | 40 | 30 | 20 | 10 | 4   |
| Per etapa             | 6   | 4  | 2  | 1  | 1  |    |    |    |    |     |

| # | Ciclista          | Equip              | Punts |
| - | ----------------- | ------------------ | ----- |
| 1 | André Greipel     | Lotto-Belisol      | 12    |
| 2 | Tom-Jelte Slagter | Blanco Team        | 11    |
| 3 | Geraint Thomas    | Team Sky           | 7     |
| 4 | Simon Gerrans     | Orica-GreenEDGE    | 6     |
| 4 | Javier Moreno     | Movistar Team      | 6     |
| 6 | Arnaud Démare     | FDJ                | 4     |
| 6 | Roberto Ferrari   | Lampre-Merida      | 4     |
| 6 | Matthew Goss      | Orica-GreenEDGE    | 4     |
| 9 | Jonathan Cantwell | Team Saxo-Tinkoff  | 2     |
| 9 | Philippe Gilbert  | BMC Racing Team    | 2     |
| 9 | Ben Hermans       | RadioShack-Leopard | 2     |
| 9 | Mark Renshaw      | Blanco Team        | 2     |

| Classificats del 13 al 20 | Classificats del 13 al 20 | Classificats del 13 al 20 | Classificats del 13 al 20 |
| ------------------------- | ------------------------- | ------------------------- | ------------------------- |
| 13                        | Andrew Fenn               | Omega Pharma-Quick Step   | 1                         |
| 13                        | Ion Izagirre              | Euskaltel–Euskadi         | 1                         |
| 13                        | Tiago Machado             | RadioShack-Leopard        | 1                         |
| 13                        | Barry Markus              | Vacansoleil-DCM           | 1                         |
| 13                        | Simone Ponzi              | Astana Qazaqstan Team     | 1                         |
| 13                        | Giovanni Visconti         | Movistar Team             | 1                         |
| 13                        | Steele von Hoff           | Garmin-Sharp              | 1                         |
| 13                        | Tim Wellens               | Lotto-Belisol             | 1                         |

## Evolució de les classificacions
| Etapa (Vencedor)       | Classificació general | Classificació de la muntanya | Classificació dels esprints | Classificació dels joves | Classificació per equips | Combativitat                   |
| ---------------------- | --------------------- | ---------------------------- | --------------------------- | ------------------------ | ------------------------ | ------------------------------ |
| 1 (André Greipel)      | André Greipel         | Jordan Kerby                 | André Greipel               | Arnaud Démare            | Lampre-Merida            | Jordan Kerby                   |
| 2 (Geraint Thomas)     | Geraint Thomas        | Geraint Thomas               | Daniele Pietropolli         | Tom-Jelte Slagter        | RadioShack-Leopard       | Christopher Juul-Jensen        |
| 3 (Tom-Jelte Slagter)  | Geraint Thomas        | Geraint Thomas               | Geraint Thomas              | Tom-Jelte Slagter        | RadioShack-Leopard       | Simon Clarke                   |
| 4 (André Greipel)      | Geraint Thomas        | Jack Bobridge                | André Greipel               | Tom-Jelte Slagter        | RadioShack-Leopard       | Philippe Gilbert Damien Howson |
| 5 (Simon Gerrans)      | Tom-Jelte Slagter     | Javier Moreno                | Tom-Jelte Slagter           | Tom-Jelte Slagter        | RadioShack-Leopard       | Thomas de Gendt                |
| 6 (André Greipel)      | Tom-Jelte Slagter     | Javier Moreno                | Geraint Thomas              | Tom-Jelte Slagter        | RadioShack-Leopard       | Geraint Thomas                 |
| Classificacions finals | Tom-Jelte Slagter     | Javier Moreno                | Geraint Thomas              | Tom-Jelte Slagter        | RadioShack-Leopard       | –                              |